# Coaldale (comtat de Bedford)
Coaldale és una població del Comtat de Bedford (Pennsilvània) als Estats Units d'Amèrica. Segons el cens del 2000 tenia 146 habitants, 57 habitatges, i 42 famílies. La densitat de població era de 1.127,4 habitants per quilòmetre quadrat.